# City of Birmingham Symphony Orchestra
La City of Birmingham Symphony Orchestra (CBSO) è un'orchestra britannica con sede a Birmingham, in Inghilterra. La sua principale sala da concerti è la Symphony Hall, Birmingham. Attuale direttore musicale della CBSO è Mirga Gražinytė-Tyla, dalla stagione 2016-2017. Attuale amministratore delegato di CBSO, nominato nel 1999, è Stephen Maddock.

## Storia
Fondata da Neville Chamberlain, l'orchestra inizialmente fece una prova alle 9.30 del 4 settembre 1920, nella sala della banda della stazione di polizia di Birmingham a Steelhouse Lane. La prima esecuzione pubblica, col nome di City of Birmingham Orchestra, avvenne quello stesso mese, con Appleby Matthews, primo direttore principale dell'orchestra, alla bacchetta. Il programma comprendeva Ouverture: Saul di Granville Bantock, un forte sostenitore della fondazione dell'orchestra. Tuttavia generalmente si considera che la sua fondazione ufficiale sia stata la "Prima Sinfonia Concerto" nel novembre del 1920, quando Edward Elgar diresse un programma della propria musica alla Birmingham Town Hall.
Adrian Boult è stato direttore principale dal 1924 al 1930. La CBO diventò un'organizzazione a tempo pieno nel 1944, cambiando il suo nome in City of Birmingham Symphony Orchestra nel 1948. Direttori principali da allora sono stati Rudolf Schwarz, il compositore Andrzej Panufnik, Boult in un ritorno di emergenza per una stagione, dopo le dimissioni improvvise di Panufnik, Hugo Rignold e Louis Frémaux. Durante questo periodo, l'orchestra ha effettuato registrazioni e dato regolari concerti.
La CBSO cominciò a guadagnare maggior fama internazionale dopo che Simon Rattle diventò direttore principale nel 1980. Sotto di lui, l'orchestra ha aumentato la sua importanza nelle registrazioni e divenne uno degli gruppi più importanti in Europa, guadagnandosi un nome per le sue interpretazioni delle opere tardo romantiche e del XX secolo, soprattutto quelle di Sibelius e Gustav Mahler. Durante questo periodo, l'orchestra è trasferisce dalla Birmingham Town Hall in una nuova sede, la Symphony Hall, all'interno dell'International Convention Centre di Birmingham. Il vicino Centro CBSO, una fabbrica riconvertita, ospita uffici direzionali, strutture di prova ed è una sede di concerti a sé stante, per prestazioni più intime. La CBSO Youth Orchestra è stata affiliata alla CBSO dal 2004.
Rattle è stato nominato direttore musicale della CBSO nel 1990. Nello stesso anno fu creata la carica di Radcliffe Composer in Association, con Mark-Anthony Turnage che occupava il ruolo. Nel 1995 Judith Weir è diventata Fairbairn Composer in Association, seguita nel 2001 da Julian Anderson.
Dopo che Rattle cedette la sua posizione con la CBSO, Sakari Oramo diventò direttore principale nel 1998 e direttore musicale nel 1999. Il suo lavoro con la CBSO comprendeva il Floof! Festival di musica contemporanea. Ha anche sostenuto la musica di John Foulds in concerti e registrazioni. Nel 2001 gli orchestrali rifiutarono un contratto che avrebbe interrotto i compensi extra per le trasmissioni e le registrazioni, nel contesto della crisi finanziaria della CBSO. Inoltre sorse un'altra polemica dalle richieste del CBSO all'Arts Council per una quota maggiore del fondo di stabilizzazione da parte del Consiglio, in considerazione della sua reputazione rispetto ad altre orchestre britanniche. Nel 2008 Oramo cedette il posto di direttore musicale e prese il titolo di direttore ospite principale per la stagione 2008-2009.
Nel mese di ottobre 2007, la CBSO nominò Andris Nelsons come suo prossimo direttore musicale dopo Oramo, efficace con la stagione 2008-2009, con un contratto iniziale di 3 anni. L'incarico era insolito in quanto Nelsons non aveva diretto la CBSO pubblicamente, prima della sua nomina, ma solo in un concerto privato e in una sessione di registrazione. Nel luglio 2009, l'orchestra ha esteso il contratto di Nelsons per altri 3 anni, fino alla stagione 2013-2014. Nel mese di agosto 2012 la CBSO ha annunciato l'ulteriore estensione del contratto di Nelson formalmente fino alla stagione 2014-2015 e poi per le successive stagioni sulla base di un rinnovo annuale automatico. Nel mese di ottobre 2013 la CBSO annunciò la conclusione del contratto di Nelsons come direttore musicale, al termine della stagione 2014-2015. Nel maggio 2015 gli fu assegnato il premio Direttore della Royal Philharmonic Society 2014.
Il più recente direttore ospite principale della CBSO è stato Edward Gardner. Ha iniziato l'incarico nel settembre 2011, con un contratto iniziale di 3 anni, per 3-4 settimane di concerti a stagione. Ha concluso il suo mandato con la CBSO come direttore ospite principale nel luglio 2016. Direttore associato corrente della CBSO è Michael Seal e l'attuale direttore assistente è Alpesh Chauhan.
Nel mese di luglio 2015 Mirga Gražinytė-Tyla diresse per la prima volta la CBSO come direttore ospite. Successivamente è stata impegnata per un concerto supplementare con la CBSO nel mese di gennaio 2016. Nel mese di febbraio 2016 la CBSO l'ha chiamata come suo prossimo direttore musicale, efficace da settembre 2016, con un contratto iniziale di 3 anni. È il primo direttore donna a essere nominato direttore musicale della CBSO. Ha diretto il suo primo concerto come direttore musicale della CBSO il 26 agosto 2016.
La CBSO ha registrato ampiamente per etichette come EMI Classics, Warner Classics, e Orfeo. L'orchestra ha anche pubblicato le registrazioni con il proprio marchio autoprodotto.

## Principali Direttori musicali
- Appleby Matthews (1920–1924)
- Adrian Boult (1924–1930)
- Leslie Heward (1930–1943)
- George Weldon (1944–1951)
- Rudolf Schwarz (1951–1957)
- Andrzej Panufnik (1957–1959)
- Adrian Boult (1959–1960)

- Hugo Rignold (1960–1969)
- Louis Frémaux (1969–1978)
- Simon Rattle (1980–1998)
- Sakari Oramo (1998–2008)
- Andris Nelsons (2008–2015)
- Mirga Gražinytė-Tyla (2016-present)